# Athetis graphicomas
Athetis graphicomas är en fjärilsart som beskrevs av Dyar 1922. Athetis graphicomas ingår i släktet Athetis och familjen nattflyn. Inga underarter finns listade i Catalogue of Life.